# تل گورستان هلال‌آباد
تل قبرستان هلال آباد مربوط به دوران‌های تاریخی پس از اسلام است و در شهرستان شیراز، بخش کربال، روستای کوه خیاره واقع شده و این اثر در تاریخ ۸ مرداد ۱۳۸۱ با شمارهٔ ثبت ۶۰۳۳ به‌عنوان یکی از آثار ملی ایران به ثبت رسیده است.